# Potschappel-Hainsberger Verbindungsbahn
| Strecke                                                   |        | von Dresden Hbf                                            | von Dresden Hbf                                            |
| Bahnhof                                                   | −0,520 | Freital-Potschappel                                        | 161 m                                                      |
| Abzweig geradeaus und nach links                          |        | nach Abzw Werdau Bogendreieck                              | nach Abzw Werdau Bogendreieck                              |
| Abzweig geradeaus und ehemals nach rechts                 |        | nach Nossen (750 mm) und nach Albertschacht (1435 mm)      | nach Nossen (750 mm) und nach Albertschacht (1435 mm)      |
| Brücke über Wasserlauf                                    | −0,10  | Wiederitz                                                  | Wiederitz                                                  |
| Strecke mit Straßenbrücke                                 |        | SÜ Wilsdruffer Straße                                      | SÜ Wilsdruffer Straße                                      |
| Abzweig geradeaus und nach links                          |        | nach Tharandt (Güterzuggleis)                              | nach Tharandt (Güterzuggleis)                              |
|                                                           |        |                                                            |                                                            |
| Abzweig geradeaus und nach rechts (Strecke außer Betrieb) | −0,080 | Anst Carolaschacht (Döhlener Wäsche)                       | Anst Carolaschacht (Döhlener Wäsche)                       |
| Kilometer-Wechsel (Strecke außer Betrieb)                 | 0,000  | Freital-Potschappel Stw W3                                 | 163 m                                                      |
| Brücke (Strecke außer Betrieb)                            | 0,290  | EÜ Lutherstraße (18 m)                                     | EÜ Lutherstraße (18 m)                                     |
| Bahnübergang (Strecke außer Betrieb)                      | 0,895  | BÜ Schachtstraße                                           | BÜ Schachtstraße                                           |
| Kilometer-Wechsel (Strecke außer Betrieb)                 | 1,033  | Abzw DWIV-Linie                                            | Abzw DWIV-Linie                                            |
| Abzweig geradeaus und nach links (Strecke außer Betrieb)  |        | Verbindungsgleis zur DWIL-Linie (DWIV-Linie; 1435 mm)      | Verbindungsgleis zur DWIL-Linie (DWIV-Linie; 1435 mm)      |
|                                                           |        |                                                            |                                                            |
| Abzweig geradeaus und von rechts                          |        | Anst BGH Edelstahl Freital                                 | Anst BGH Edelstahl Freital                                 |
| Bahnübergang                                              | 1,262  | BÜ Hüttenstraße                                            | BÜ Hüttenstraße                                            |
| Abzweig geradeaus und von rechts                          |        | Anst BGH Edelstahl Freital                                 | Anst BGH Edelstahl Freital                                 |
| Bahnübergang                                              | 2,070  | Am Stahlwerk                                               | Am Stahlwerk                                               |
| Kilometer-Wechsel                                         | 2,134  | Streckentrennung VPHV                                      | Streckentrennung VPHV                                      |
| Abzweig geradeaus und ehemals nach links                  |        | Verbindungsgleis zur Weißeritztalbahn (VPHV-Linie; 750 mm) | Verbindungsgleis zur Weißeritztalbahn (VPHV-Linie; 750 mm) |
| Abzweig geradeaus und von rechts                          |        | Anst BGH Edelstahl Freital                                 | Anst BGH Edelstahl Freital                                 |
| Abzweig geradeaus und von links                           |        | von Freital Ost (Güterzuggleis)                            | von Freital Ost (Güterzuggleis)                            |
| Dienststation / Betriebs- oder Güterbahnhof               | 2,833  | Freital-Hainsberg                                          | 182 m                                                      |
| Strecke                                                   |        | nach Tharandt (Güterzuggleis)                              | nach Tharandt (Güterzuggleis)                              |

| Strecke                                                    |       | von Freital-Potschappel (DWIR/PHV-Linie)     | von Freital-Potschappel (DWIR/PHV-Linie)     |
| Kilometer-Wechsel                                          | 0,000 | Streckentrennung DWIR                        | Streckentrennung DWIR                        |
| Abzweig ehemals geradeaus und nach rechts                  |       | nach Freital-Hainsberg (DWIR-Linie; 1435 mm) | nach Freital-Hainsberg (DWIR-Linie; 1435 mm) |
| Kreuzung geradeaus unten (Strecke geradeaus außer Betrieb) | 0,054 | Tharandt–Freital Ost (Güterzuggleis)         | Tharandt–Freital Ost (Güterzuggleis)         |
| Bahnübergang (Strecke außer Betrieb)                       | 0,099 | BÜ Güterbahnhofstraße                        | BÜ Güterbahnhofstraße                        |
| Kopfbahnhof Strecke bis hier außer Betrieb                 | 0,600 | Freital-Hainsberg                            | 182 m                                        |
| Strecke                                                    |       | nach Kurort Kipsdorf                         | nach Kurort Kipsdorf                         |

Die Potschappel-Hainsberger Verbindungsbahn war eine nur dem Güterverkehr dienende Nebenbahn in Sachsen. Sie verlief parallel zur Bahnstrecke Dresden–Werdau von Freital-Potschappel nach Freital-Hainsberg. Heute existiert nur noch ein Teil der Strecke als Anschlussbahn des Edelstahlwerks Freital, die restliche Trasse wurde infolge des Streckenausbaues der Hauptbahn Dresden–Werdau im Jahr 2002 stillgelegt und kurz darauf abgebaut.
Für Überführungsfahrten zwischen den Schmalspurbahnen Freital-Potschappel–Nossen und Freital-Hainsberg–Kurort Kipsdorf war die Strecke von Freital-Potschappel bis zum Abzweig am Kilometer 2,134 mit einer Dritten Schiene der Spurweite 750 mm ausgerüstet.

## Vorgeschichte und Bau

### DWIR-Linie (Normalspur)
Um 1900 hatte die bisherige zweigleisige Strecke zwischen Dresden und Tharandt ihre Kapazitätsgrenze erreicht. Im Jahr 1901 begannen die Planungen für einen viergleisigen Ausbau der Strecke Dresden–Tharandt, die schließlich im Zusammenhang mit dem generellen Umbau der Dresdner Eisenbahnanlagen abschnittsweise realisiert wurden. Durch Höherlegung der Trasse auf einen Damm konnten die Bahnübergänge durch niveaufreie Kreuzungen ersetzt werden. Die neuen Personenzuggleise zwischen Potschappel und Tharandt gingen am 18. April 1905 in Betrieb, die Güterzuggleise folgten am 26. und 29. Oktober 1910.
Zur Anbindung der zahlreichen Industrieanschlüsse sah das Neubauamt beidseits der neuen Strecke Industriegleise vor. Bahnrechts wurde das bisherige Interimsgleis Potschappel–Hainsberg und die Kohlezweigbahn zum Carolaschacht für den Bau der Industriebahn DWIR („Dresden–Werdau Industriegleis Rechts“) verwendet. Bahnlinks entstand das Industriegleis DWIL, das die frühere Deubener Kohlenbahn zum Augustusschacht (DWA-Linie) einbezog. Beide Industriebahnen waren in Höhe des heutigen Haltepunkts Freital-Deuben durch das kurze Verbindungsgleis DWIV verbunden.
Anschlussgleise an der DWIR-Linie bestanden von Beginn an zur Döhlener Wäsche des Königlichen Steinkohlenwerkes Zauckerode (später AG Sächsische Werke, Steinkohlenwerk Freital), zu den Gußstahlwerken Döhlen (heute BGH Edelstahl Freital), zum Glashüttenwerk Gebr. Malky und zur Maschinenfabrik Hartmann.

### PHV-Linie mit Verbindungsgleis VPHV (Schmalspur)
Der Gedanke einer unmittelbaren Gleisverbindung zwischen der Weißeritztalbahn und der Schmalspurbahn Freital-Potschappel–Nossen entstand schon bald nach dem Bau der Strecke in Potschappel. Im Zuge der Planungen für den viergleisigen Ausbau der der Strecke Dresden–Tharandt wurde nun auch der Bau einer schmalspurigen Verbindungsbahn vorgesehen. Untersucht wurde der Einbau einer Dritten Schiene in eines der normalspurigen Güterzuggleise oder die Nutzung der parallel errichteten Industriebahn. Konkrete technische Pläne wurden zunächst nicht erstellt.
Als 1909 der Bau der Güterzuggleise Potschappel–Tharandt begann, musste im Vorfeld eine Entscheidung hinsichtlich der Lage einer Schmalspurtrasse getroffen werden. Das Neubauamt in Hainsberg favorisierte daraufhin die Nutzung des vorhandenen normalspurigen Industriegleises DWIR. Ohne höhere behördliche Genehmigung erstellte das Neubauamt den Entwurf für das Kreuzungsbauwerk mit den Güterzuggleisen und ließ es im Jahr 1909 als Bauvorleistung ausführen.
Im November 1911 stellte die Gemeinde Deuben ein Gesuch an das Finanzministerium, die Schmalspurstrecke zwischen Potschappel und Hainsberg umgehend zu errichten. Sie begründete das Vorhaben mit der Möglichkeit, Reisezüge nach Kipsdorf fortan in Potschappel beginnen zu lassen und damit eine umsteigefreie Verbindung ins Osterzgebirge anbieten zu können. Deuben sollte einen eigenen Haltepunkt an der Strecke bekommen. Das Finanzministerium untersuchte das Vorhaben und unterstützte die Pläne schließlich. Mit der Fertigstellung der Talsperre Malter erwartete man einen Verkehrszuwachs im Reiseverkehr der Weißeritztalbahn, der eine Neuordnung der Fahrpläne erfordern würde. Das Finanzministerium genehmigte am 12. Januar 1912 den Einbau der Dritten Schiene in das Industriegleis DWIR. Wegen des regen Übergabeverkehrs zu den Anschlussgleisen sah man allerdings von einem Ausbau für den Personenverkehr ab. Das Finanzministerium verwies vielmehr auf die parallele, seit 1906 durchgehend bis Hainsberg verkehrende staatliche Straßenbahn (Plauensche Grundbahn).
Die Arbeiten an der Strecke begannen mit den frostfreien Tagen des Jahres 1913. Für den Einschnitt zwischen dem Kreuzungsbauwerk und dem Bahnhof Hainsberg mussten 3.500 m³ Erdmassen abgetragen werden, 1.400 m Schmalspurgleis und sieben Weichen verlegt werden, 1.900 m waren für das Dreischienengleis zu bearbeiten, 900 m³ Schotter verfüllt sowie 500 m³ Mauerwerk und Stützwände hergestellt werden. Der kurze Gleisabschnitt zwischen dem Kreuzungsbauwerk mit den Güterzugleisen und dem Bahnhof Freital-Hainsberg erhielt wegen fehlendem Platz für eine flachere Rampe die enorme Neigung von 50 Promille.
Das Dreischienengleis erhielt im sächsischen Streckenbezeichnungsschema das Kürzel PHV (für Potschappel-Hainsberger Verbindungsbahn), die kurze Einführung in den Bahnhof Hainsberg dagegen das Kürzel VPHV. Am 10. September 1913 ging die neue Strecke in Betrieb.

## Betrieb
Auf der Verbindungsbahn durfte sich stets nur ein Zug, egal welcher Spurweite, befinden. Die Fahrdienstleiter in Potschappel und Hainsberg mussten sich die Züge persönlich anbieten und abmelden. Einen Streckenblock gab es nicht. Die Bahnübergänge waren mit ortsbedienten Vollschranken ausgerüstet, die vom Zugpersonal selbst bedient werden mussten. Lediglich der Bahnübergang Güterbahnhofstraße erhielt später eine automatische Halbschrankenanlage eingebaut. Die Streckenhöchstgeschwindigkeit betrug für beide Spurweiten 20 km/h. Der Verkehr mit beladenen Rollfahrzeugen war verboten.
Planmäßig wurden über das schmalspurige Gleis Stückgutladungen ausgetauscht, ansonsten diente es ausschließlich bahninternen Überführungsfahrten. Bei Zeiten mit besonders hohem Verkehrsaufkommen auf der Weißeritztalbahn – wie an Feiertagen und während der Wintersportsaison – wurden Verstärkungszüge mitunter in Potschappel zusammengestellt, nach Hainsberg überstellt und dort nach einem Zusteigehalt von etwa zwei Minuten in Richtung Kipsdorf eingesetzt. Das normalspurige Gleis diente ausschließlich der Anschlussbedienung.

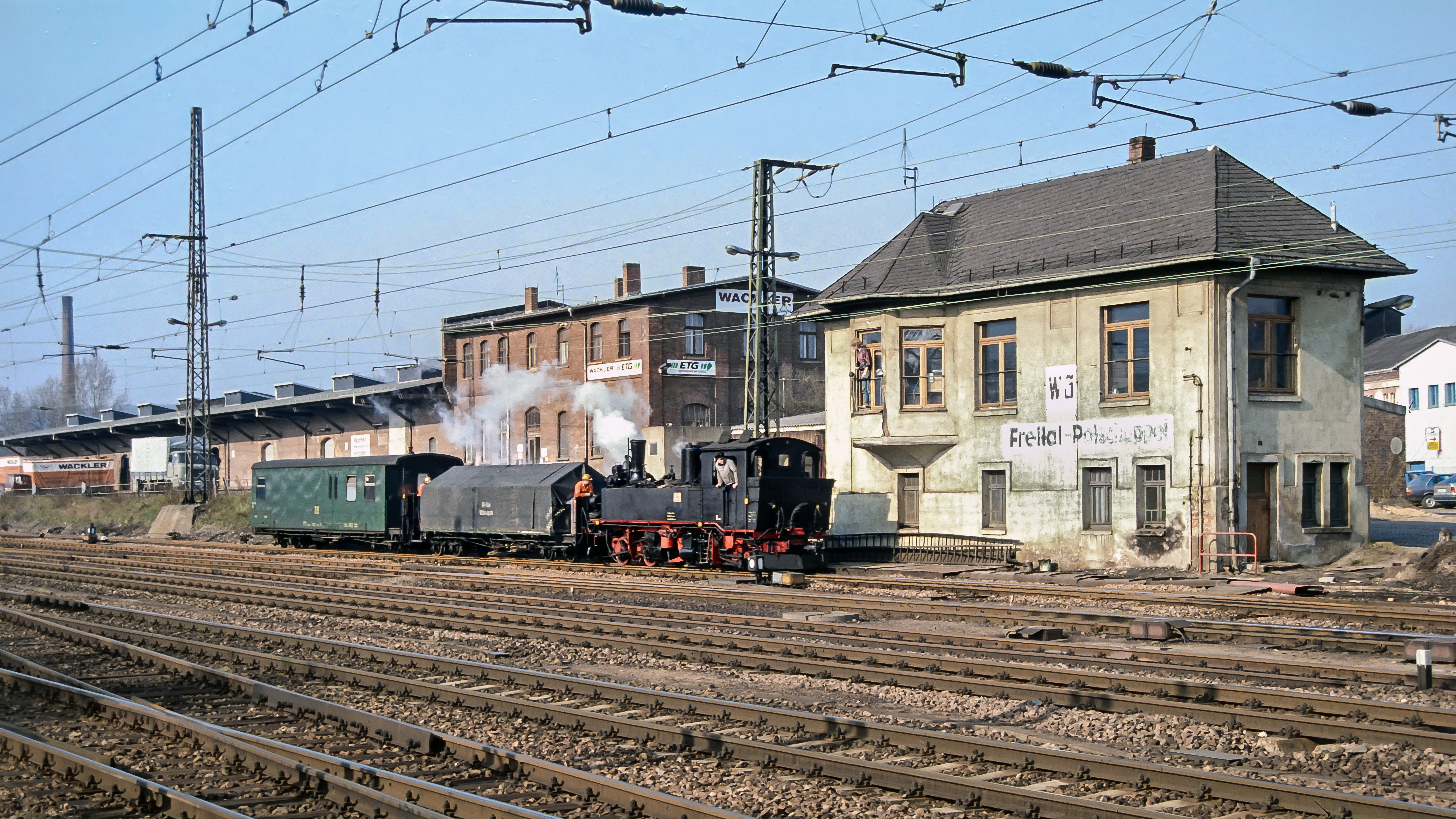
Überführungsfahrt von Waggons nach Freital-Potschappel (April 1993)

Auf dem Gelände der 1945 vollständig demontierten Gußstahlwerke Döhlen entstand ab 1947 sukzessive ein neuer Großbetrieb, der VEB Edelstahlwerk 8. Mai Freital. Dieses Werk vereinnahmte im Laufe der Jahre fast das gesamte Areal rechts der Bahnstrecke Dresden-Werdau zwischen den Bahnhöfen Potschappel und Hainsberg. Da die Strecke DWIR / PHV nun unmittelbar durch das Werksgelände verlief, demontierte man das Normalspurgleis vom Abzweig DWIV-Linie bis zum Bahnübergang Hüttenstraße und wandelte die restliche Strecke zum Anschlussgleis des Edelstahlwerkes um. An der schmalspurigen Unterführung der Güterzuggleise wurde 1965 ein Tor eingebaut, für das Edelstahlwerk und Deutsche Reichsbahn einen Schlüssel hatten. Die Bedienung des Edelstahlwerkes konnte nun nur noch vom Bahnhof Freital-Hainsberg erfolgen, die Bedienung der Anschließer an der DWIL-Linie nur noch von Freital-Potschappel.
Nach der Stilllegung der Schmalspurbahn nach Nossen im Jahr 1972 diente die schmalspurige Strecke nur noch den Überführungsfahrten zur Wagenausbesserungsstelle (WAS) Freital-Potschappel.
Erste Sonderfahrten mit Reisezügen auf der Verbindungsbahn gab es in den 1960er Jahren. Weitere folgten im März 1996, am Tag des offenen Denkmals im September 2001 sowie anlässlich des Dresdner Dampflokfestes im Mai 2002. Die letzten öffentlichen Fahrten fanden im September 2002, kurz nach der Hochwasserkatastrophe vom 13. August 2002 statt.

## Stilllegung
Im Zusammenhang mit dem Ausbau der Hauptbahn Dresden–Werdau war Ende der 1990er Jahre die Stilllegung der schmalspurigen Verbindungsbahn und der normalspurigen Strecke vom Bahnhof Freital-Potschappel vorgesehen. Als die Arbeiten an der Strecke nach dem Hochwasser vom August 2002 begannen, wurde die Strecke am 3. Dezember 2002 gesperrt. Die letzte Übergabe zur Wagenausbesserungsstelle Freital-Potschappel verkehrte am 2. Dezember 2002.
Heute sind die schmalspurigen Gleisanlagen zwischen Freital-Potschappel und Freital-Hainsberg bis auf kurze Relikte entfernt. Die Unterführung der Schmalspurbahn unter den Güterzuggleisen in Freital-Hainsberg und die Unterführung des DWIV-Gleises in Deuben sind verfüllt und nicht mehr sichtbar. Die DWIR-Linie existiert noch als Anschlussgleis des Edelstahlwerkes vom Bahnübergang Hüttenstraße an bis zum Bahnhof Freital-Hainsberg.

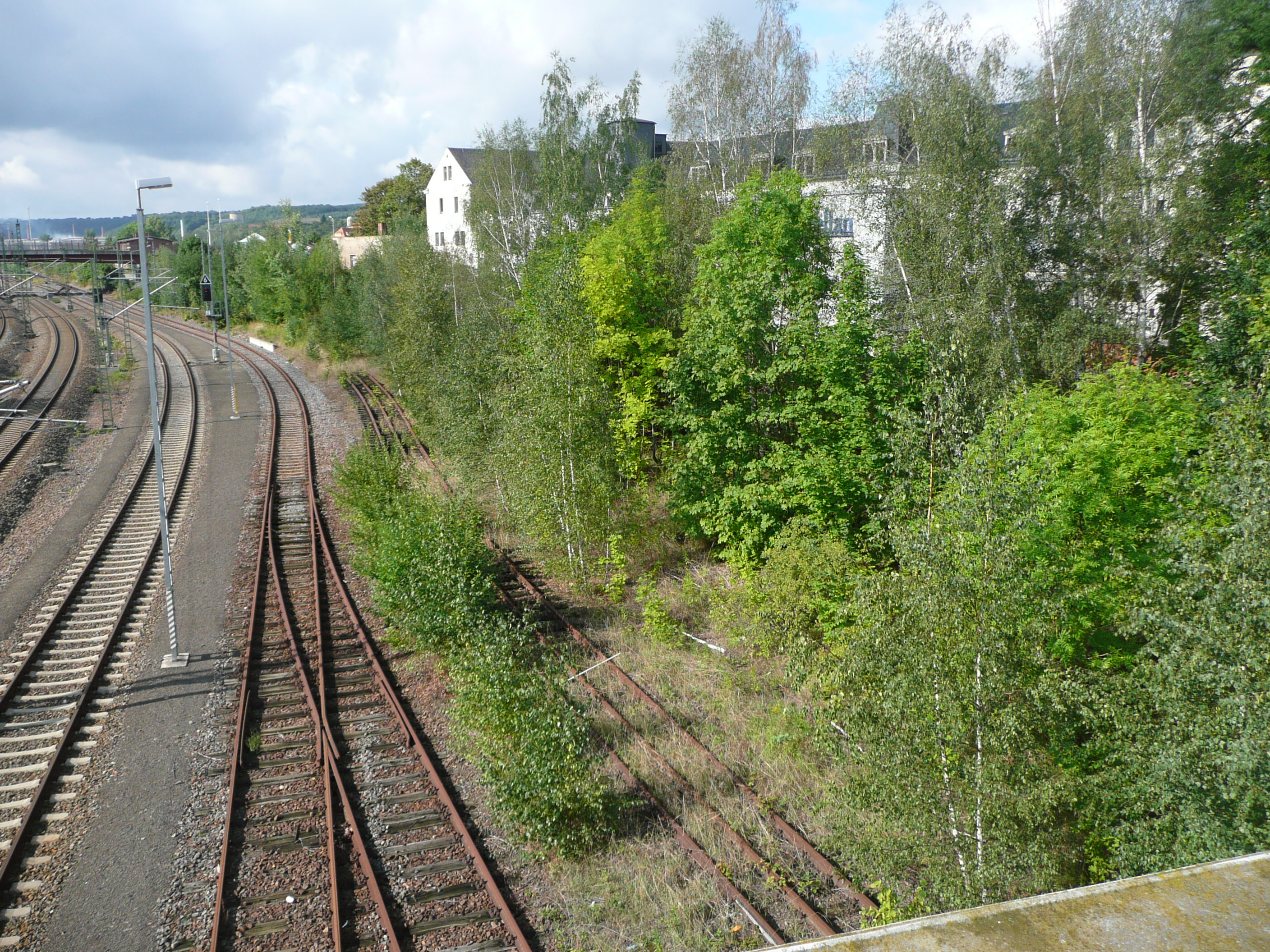
Stillgelegtes Dreischienengleis im Bahnhof Freital-Potschappel
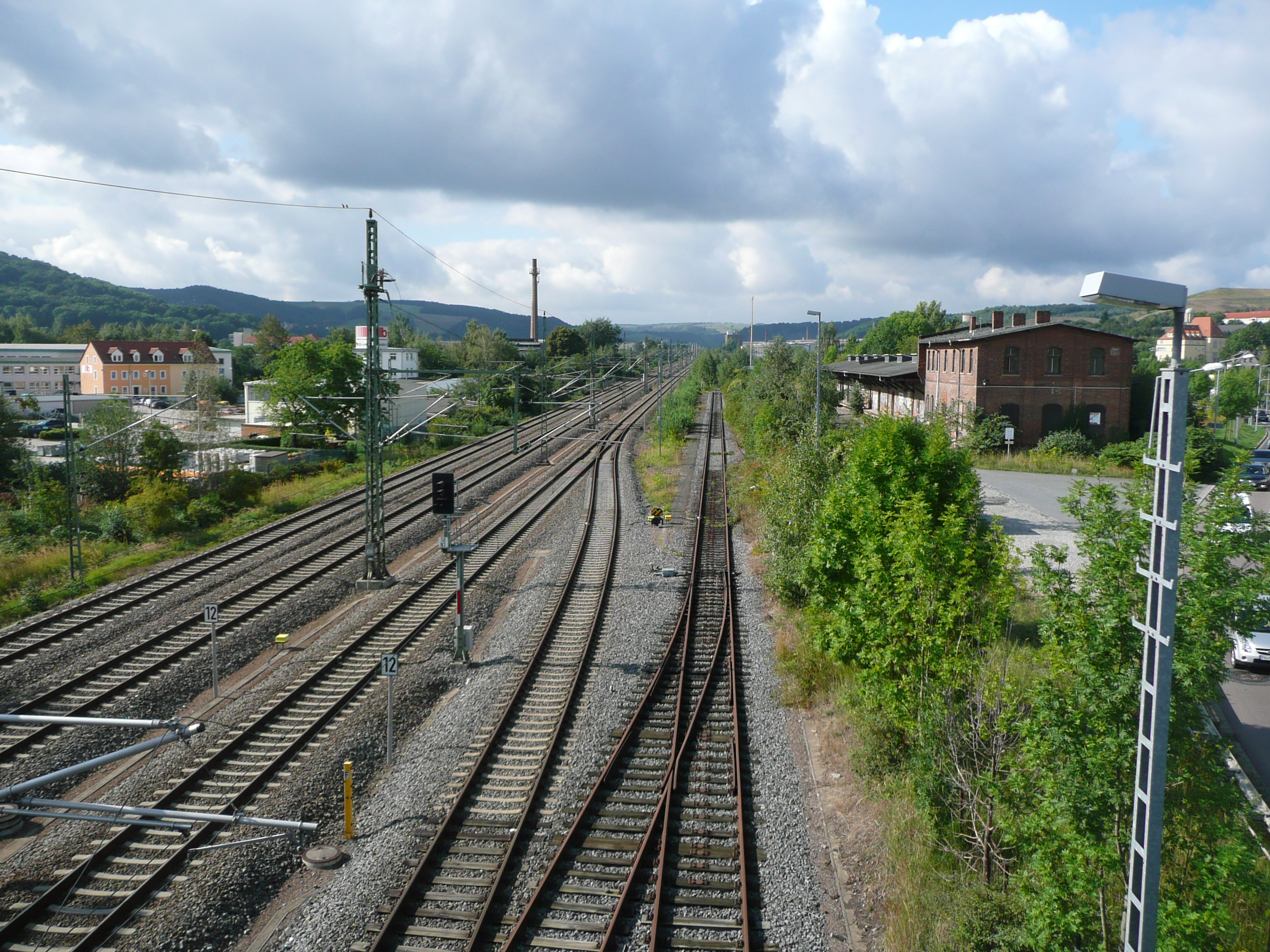
Relikte des Dreischienengleises in Höhe des früheren Stellwerks W3
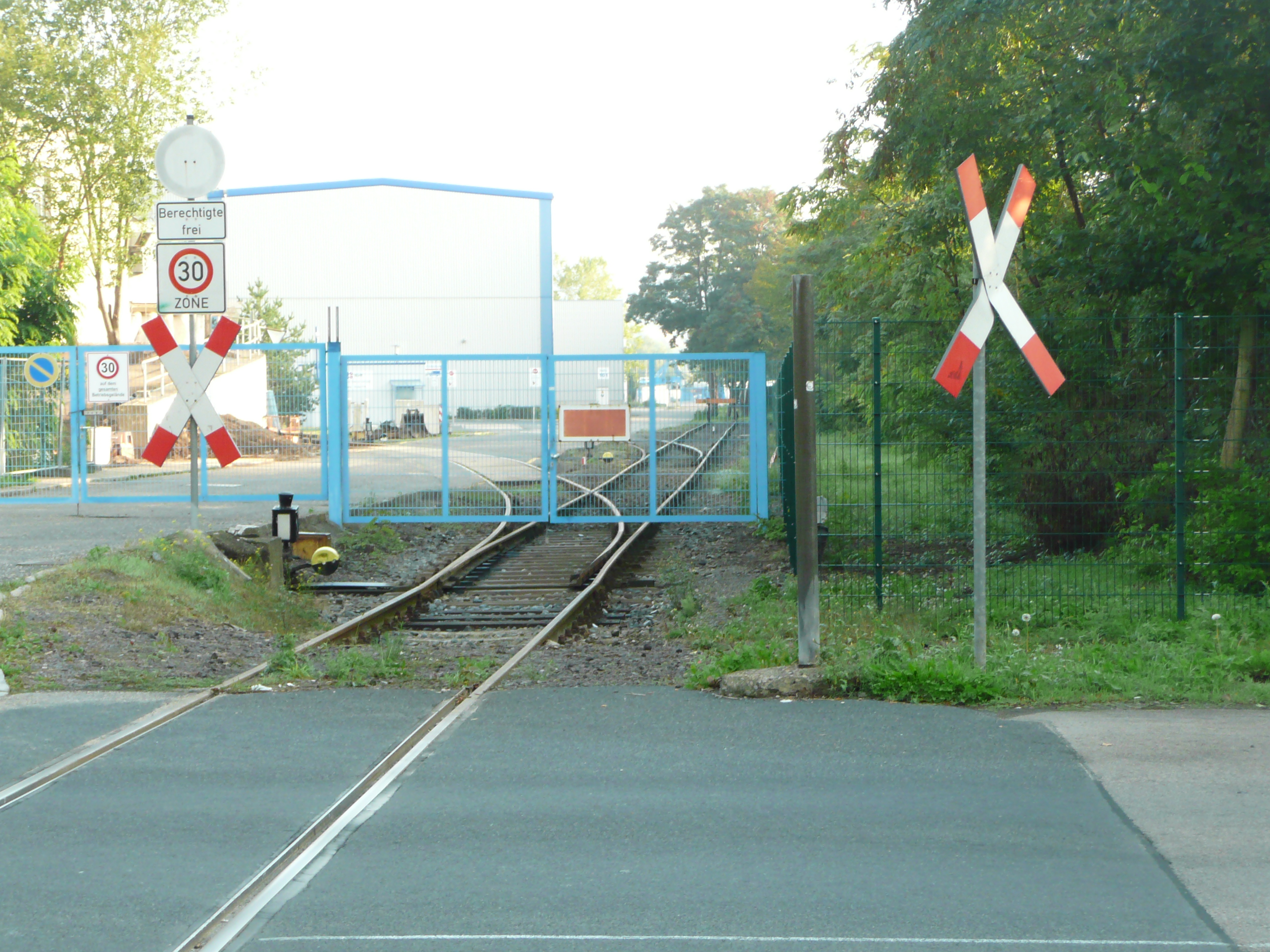
Tor des Edelstahlwerkes am Bahnübergang Hüttenstraße
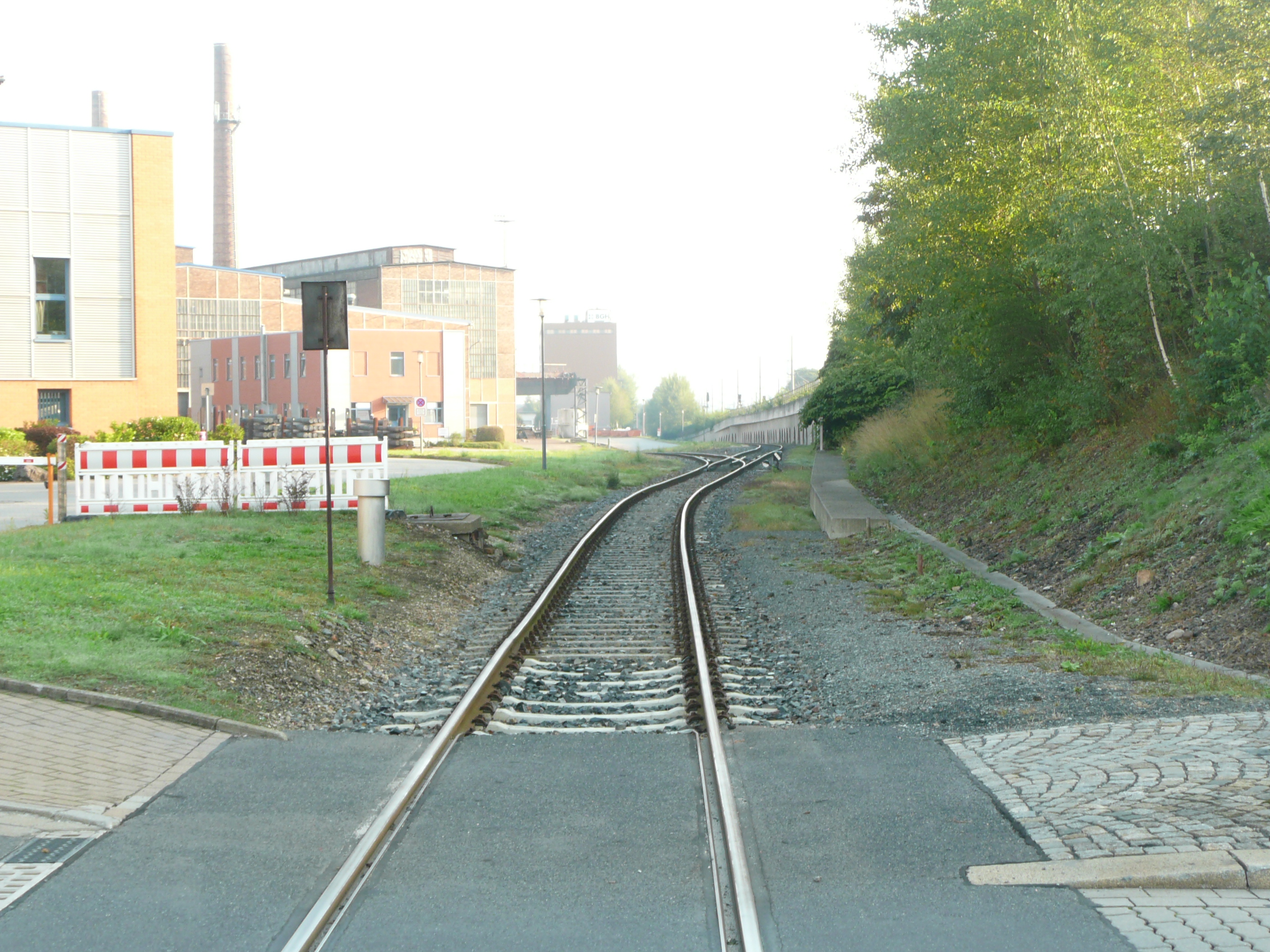
Bahnübergang Am Stahlwerk